# Батуринский, Виктор Давыдович
Виктор Давыдович Батуринский (Гальперин; 27 июня 1914, Одесса — 22 декабря 2002, Москва) — советский военный юрист, полковник юстиции, заслуженный юрист РСФСР. Международный мастер ИКЧФ.
Стал известен как советский шахматный функционер; международный арбитр (1984). Председатель шахматной секции Московского городского совета профсоюзов (1934—1935), Шахматного совета ЦДСА (1955—1957), заместитель председателя Шахматной федерации СССР (1974—1986). Директор ЦШК СССР (1970—1981), начальник отдела шахмат (1971—1981) и главный тренер по шахматам (1981—1985) Спорткомитета СССР. Руководитель советской делегации в исторических матчах за шахматную корону, выигранных Анатолием Карповым у гроссмейстера-диссидента Виктора Корчного в 1978 и 1981 годах; организатор множества всесоюзных и международных соревнований.
В качестве помощника Главного военного прокурора СССР Батуринский — один из ключевых участников следствия и судебного процесса над шпионом-оборотнем Олегом Пеньковским, о чём оставил частично опубликованные воспоминания.

## Биография
Родился в Одессе в зажиточной еврейской семье. Отец — доктор экономических наук Давид Абрамович Гальперин (1888, Конотоп — 1961, Москва), деятель левого крыла Бунда, взял себе псевдоним «Батуринский». Он перебрался в Москву, преподавал в институте Красной профессуры, был проректором Московского финансового института; опубликовал книги «К великой русской аграрной реформе» (1917), «Земельное устроение еврейской бедноты» (1929), доклад-эссе «О ликвидации противоположности между городом и деревней в СССР» (1949).
Виктор Батуринский, переехав в Москву, стал пионером, затем членом комсомольской ячейки при Наркомюсте и, сразу после окончания школы, инструктором горкома Союза городских предприятий.
В 1934 году по рекомендации Н. В. Крыленко он поступил на юридический факультет МГУ. В начале войны он работал следователем в Москве, а потом в СМЕРШе.
В послевоенное время на генеральской должности — помощник главного военного прокурора СССР. В 1962—1963 — участник следствия, судебного процесса и приведения в исполнение приговора шпиону-оборотню Олегу Пеньковскому, о чём написал подробные мемуары «Шпион, который хотел взорвать мир», частично опубликованные 11 марта 1994 года в газете «Правда» (в публикации по решению главного редактора А. А. Ильина опущены, в частности, шокирующие подробности о казни осуждённого). Батуринский известен также тем, что, имея опыт литературной работы, писал речи для всех пяти главных военных прокуроров, при которых служил, больше всего для А. Г. Горного. Из Главной военной прокуратуры ушёл в отставку в 1970 году, после чего сконцентрировался на деятельности в Шахматной федерации СССР и стал директором Центрального шахматного клуба СССР в Москве на Гоголевском бульваре, 14.
Как шахматист, Батуринский начинал с того, что играл в чемпионатах ЗабВО, на первенство Московского гарнизона, Москвы (1938, 1946), полуфинала чемпионата СССР (1945); 4-го и 9-го чемпионатов СССР, командного чемпионата Европы (1973—1977) и международных соревнований по переписке. Имел победы в отдельных партиях над Бондаревским, Смысловым, Петросяном, Сокольским, Арониным, Либерзоном. Гроссмейстером Геннадием Сосонко характеризуется как шахматист сильный, понимающий шахматную игру, как минимум, на уровне мастера. Впрочем, хотя из-за занятости по работе В. Д. Батуринский в очных шахматных турнирах выполнить норматив мастера не смог, под конец жизни он отыгрался в игре по переписке и по результатам одного из турниров получил звание международного мастера ИКЧФ.
В. Д. Батуринский являлся руководителем делегации Тиграна Петросяна на его претендентском матче с Робертом Фишером в Буэнос-Айресе в 1971 году. В середине 1970-х годов началось его сотрудничество с Анатолием Карповым. Батуринский был руководителем делегации Карпова на его матчах с Виктором Корчным (в 1978 и 1981 годах) и на матчах с Гарри Каспаровым (в 1984 и 1985 годах).
Жёстко отстаивал интересы СССР и советских шахматистов на международной арене. В частности, будучи руководителем советской делегации в омрачённом различными скандалами матче на первенство мира в Багио между А. Карповым и В. Корчным, В. Д. Батуринский проявил принципиальность, неуступчивость, качества опытного юриста и в какой-то мере способствовал благоприятному для Карпова и СССР исходу этого матча. Кроме того, во время матча в Багио Батуринский однажды подсказал Карпову и чисто шахматную идею. Во время анализа отложенной позиции из 13-й партии руководитель советской делегации предложил нужную расстановку фигур и план игры, что в определённой степени обеспечило Карпову победу в этой партии.
В. Д. Батуринский — шахматный литератор и коллекционер. Владел уникальной шахматной библиотекой (свыше 7 тысяч томов), собранную ещё до войны ленинградским шахматистом Самуилом Осиповичем Вайнштейном, которую Батуринский продал своему самому близкому другу и подопечному, многократному чемпиону мира Анатолию Карпову — «…деньги были нужны». По другим сведениям, библиотека Батуринского перешла к Карпову уже после смерти владельца (по его завещанию), что исключает версию о продаже библиотеки.
За деятельность в области шахмат награждён орденом «Дружбы народов» (1981). Член КПСС.
Был дважды женат, от первого брака имел дочь.

Коллеги и сослуживцы Батуринского говорят о нём как о человеке суровом, но справедливом, вспыльчивом, но отходчивом, жёстком, но принципиальном, лёгком в повседневной жизни, в общении со «своими».— Геннадий Сосонко. Мои показания (В. Батуринский)
Круг ближайших друзей Батуринского в финале его шахматно-организаторской карьеры составляли Анатолий Карпов, Виталий Севастьянов, Филипп Бобков, Николай Крогиус, Александр Рошаль, Виктор Ивонин.
Виктор Давыдович Батуринский скончался от отёка мозга 22 декабря 2002 года в Москве, в своей квартире у метро «Юго-Западная», на 89-м году жизни. Похоронен после кремации в Москве.

## Награды
- Орден Отечественной войны II степени (1985)
- Орден Дружбы народов (1981)

## Книги
- Шахматное первенство мира. Матч-турнир пяти гроссмейстеров на звание чемпиона мира по шахматам / Батуринский Виктор Давидович. — М.; Л.: ФиС, 1948. — 63 с.: ил.
- Шахматное творчество Ботвинника, т. 1—3, М., 1965—68 (автор-составитель);
- Межзональный турнир. Бразилия-73, М., 1974 (автор-составитель);
- Короли и королевы шахмат / Батуринский В. Д., Муратбеков А. — Фрунзе: Мектеп, 1983. — 160 с.: ил.
- На шахматном Олимпе / [Предисл. И. В. Крогиуса]. — М.: Сов. Россия, 1984. — 190 с.: ил.
- Гроссмейстер Флор / Сост. В. Д. Батуринский. — М.: ФиС, 1985. — 256 с.
- From Bagio to Merano, L., 1986 (соавтор).
- Страницы шахматной жизни [печатный текст] / Батуринский, Виктор Давыдович, Автор (Author); Малкин, Фридрих Моисеевич, Редактор (Editor); Воронин, В. В., Художник (Artist). — Москва : Физкультура и спорт, 1983. — 176 с.: ил., портреты; 20 см.- 180000 экземпляров.- 70 к.
- Батуринский В. Д. Страницы шахматной жизни. 2-е изд., исправленное и дополненное. — Москва: Физкультура и спорт, 1990. — 208 с. — ISBN 5-278-00266-2.